# Babylon 5: Waffenbrüder
Babylon 5: Waffenbrüder (Originaltitel: Babylon 5: A Call to Arms) ist ein US-amerikanischer Science-Fiction-Film aus dem Jahr 1999. Er ist der vierte von fünf Filmen aus der Babylon-Fernsehfilmreihe, bzw. der fünfte von sechs Filmen, wenn man Legende der Ranger als Film mitzählt. Der Film wurde in Deutschland am 15. November 1999 auf VHS veröffentlicht.

## Handlung
Es ist das Jahr 2267. Präsident John Sheridan erlebt merkwürdige Tagträume, die offensichtlich von einem Technomagier hervorgerufen werden und ihn vor drohenden Gefahren in der Zukunft warnen: Das Volk der Drakh ist zurückgekehrt, um sich an den Menschen zu rächen, da sie diese für die Hauptverantwortlichen an der Niederlage ihrer ehemaligen Herren – der Schatten – halten. Sheridan macht sich mit zwei brandneuen Zerstörern der Interstellaren Allianz auf, um der Sache auf den Grund zu gehen und deckt auf, dass die Drakh über eine zurückgelassene Planetenkiller-Waffe der Schatten verfügen. Für Sheridan und die Erde beginnt ein Wettlauf mit der Zeit, um die Flotte der Drakh rechtzeitig aufzuhalten.

## Wissenswertes
Die Raumkämpfe in diesem Fernsehfilm laufen im Vergleich zu den anderen Filmen und der Fernsehserie wesentlich schneller ab. So existiert beispielsweise eine Szene, in der man Erdzerstörer regelrecht sprinten sieht, während diese bisher eher langsam und schwerfällig erschienen.
Der Film greift das Thema der Technomagier erneut auf, die erstmals in der Folge „Eine Frage der Farbe“ der zweiten Staffel der Fernsehserie in Erscheinung treten.
Babylon 5 selbst ist in diesem Film nur kurz der Schauplatz der Handlung und auch ein Teil der üblichen Stammcrew ist nicht zu sehen.
Der Film bildet einen Übergang zum Handlungshintergrund der Spin-off-Fernsehserie Crusade, deren Inhalt direkt an die Ereignisse und den eher negativen Ausgang anknüpft. Im Film werden bereits zwei Hauptcharaktere der Serie eingeführt: der Technomagier Galen und Dureena Nafeel, welche als einzige ihres Volkes einen Angriff der Drakh auf ihren Heimatplaneten überlebt hat. Auch das Raumschiff der Serie – die Excalibur – ist hier zum ersten Mal zu sehen.